# Miki Rowbottom
Miki Elizabeth Rowbottom (ur. 1998) – kanadyjska zapaśniczka walcząca w stylu wolnym. Srebrna medalistka mistrzostw panamerykańskich w 2022 i 2025; brązowa w 2024 roku.